# Rhineland (Missouri)
Rhineland è un villaggio degli Stati Uniti d'America, situato nello Stato del Missouri, nella contea di Montgomery.